# Wilhelm Friedrich Hombergk zu Vach
Wilhelm Friedrich von Hombergk zu Vach (* 15. Mai 1713 in Marburg; † 14. August 1784 in Hanau; Bestätigung des Adels 1780) war ein deutscher Jurist und Kanzler der Grafschaft Hanau-Münzenberg.

## Leben
Hombergk zu Vach war ein Sohn des Marburger Universitätskanzlers und Rechtsgelehrten Johann Friedrich Hombergk zu Vach und stammt aus dem gleichnamigen hessischen Geschlecht. Er begann seine Studien an der Universität Marburg 1727 und wurde 1734 dort mit der Dissertation De concursu praesumtionum zum Doktor beider Rechte promoviert. Im gleichen Jahr wurde er Regierungsadvokat in Marburg, dann 1739 in Kassel. Seine Ernennung zum Regierungsrat, Hofgerichtsrat und Konsistorialrat in Hanau erfolgte 1744.
1756 wechselte er nach Bremen. Dort wurde er als Nachfolger von Everard Otto Erster Syndikus und Kanzlei-Direktor.
Nach dem Tod des Vizekanzlers Johann Ludwig Wiederhold 1761 wurde Hombergk zu Vach durch die Witwe des Landgrafen zum Vizekanzler des hessen-kasselischen Fürstentums und zum Geheimen Rat zu Hanau ernannt. Unter dem Landgrafen Wilhelm IX. wurde er dann 1772 Kanzler und Wirklicher Geheimer Rat in Hanau. Seine Versetzung in den Ruhestand erfolgte 1782 wegen körperlicher Schwachheit und Demenz.
Im Jahr 1780 kam es zur Bestätigung des Reichsadels für ihn und seinen Bruder Aemilius Ludwig.

## Wirken
Hombergk zu Vach tritt als Verfasser der neuen Kirchenordnungen in Hanau und Bremen auf. Zudem ist er der Schöpfer der Hessen-Cassel’schen Proceßgesetze sowie im Grundsatz der Neuen hessisch-hanauischen Hofgerichtsordnung und der Fürstlich hessisch-hanauischen Untergerichtsordnung. Auch die Erneuerte Cantzlei-Ordnung der Reichsstadt Bremen ist auf ihn zurückzuführen.